# 1864 în literatură
Anul 1864 în literatură a implicat o serie de evenimente și cărți noi semnificative.  

## Cărți noi
- José de Alencar - Diva
- Jules Amédée Barbey d'Aurevilly -Chevalier Destouches
- R. D. Blackmore - Clara Vaughan
- Mary Elizabeth Braddon - Henry Dunbar: the Story of an Outcast
- Fyodor Dostoevsky - Notes from Underground
- George Eliot - "Brother Jacob"
- Elizabeth Gaskell - Wives and Daughters
- Edmond de Goncourt & Jules de Goncourt -Renée Mauperin
- Sheridan Le Fanu
  - Uncle Silas
  - Wylder's Hand
- Nikolai Leskov - Now Way Out
- George MacDonald - The Light Princess
- Anthony Trollope - The Small House at Allington
- Jules Verne - Călătorie spre centrul Pământului